# Torneo de Ostrava 2020
El J&T Banka Ostrava Open 2020 fue un evento de tenis WTA Premier. Se disputó en Ostrava (República Checa) en cancha dura bajo techo, del 19 al 25 de octubre de 2020. Se organizó principalmente debido a la cancelación de varios torneos durante la temporada 2020, debido a la pandemia de COVID-19.

## Distribución de puntos
| Modalidad           | Campeona | Finalista | Semifinal | Cuartos de final | 3.ª ronda | 2.ª ronda | 1.ª ronda | Clasificados | 2.ª ronda de clasificación | 1.ª ronda de clasificación |
| Individual femenino | 470      | 305       | 185       | 100              | 55        | 30        | 1         | 25           | 13                         | 1                          |
| Dobles femenino     | 470      | 305       | 185       | 100              | 1         | -         | -         | -            | -                          | -                          |

## Cabezas de serie

### Individuales femenino
| Tenista           | Ranking | Preclasificada |
| Elina Svitólina   | 5       | 1              |
| Karolína Plíšková | 6       | 2              |
| Aryna Sabalenka   | 12      | 3              |
| Victoria Azárenka | 14      | 4              |
| Petra Martić      | 18      | 5              |
| Elena Rybakina    | 19      | 6              |
| Elise Mertens     | 21      | 7              |
| Anett Kontaveit   | 22      | 8              |

- Ranking del 3 de febrero de 2020.

### Dobles femenino
| Tenista                                | Ranking | Preclasificada |
| Elise Mertens Aryna Sabalenka          | 11      | 1              |
| Barbora Krejčíková Kateřina Siniaková  | 15      | 2              |
| Bethanie Mattek-Sands Barbora Strýcová | 22      | 3              |
| Kirsten Flipkens Demi Schuurs          | 44      | 4              |

## Campeonas

### Individual femenino
Aryna Sabalenka venció a  Victoria Azárenka por 6-2, 6-2

### Dobles femenino
Elise Mertens /  Aryna Sabalenka vencieron a  Gabriela Dabrowski /  Luisa Stefani por 6-1, 6-3.